# Philipp Forchheimer
Philipp Forchheimer (né le 7 aout 1852 à Vienne et mort le 2 octobre 1933 à Dürnstein) est un ingénieur autrichien pionnier dans le domaine de l'hydraulique, en particulier l'hydrogéologie et l'ingénierie environnementale. Il a été professeur à Istanbul, Aix-la-Chapelle et à l'université technique de Graz dont il fut le recteur à partir de 1897.
Il fut également consultant pour divers projets et est l'auteur d'une proposition pour la construction d'un tunnel sous la Manche.
Il est l'auteur de divers travaux de compréhension des phénomènes de l'hydrogéologie, en particulier de l'utilisation de l'équation de Laplace pour la diffusion en milieu poreux.

## Ouvrages
- (de) Philipp Forchheimer, Grundriss der Hydraulik, Teubner Verlag, 1926 (réimpr. 2011, Nabu Press) (ISBN 1-272-17727-0)
- (de) Philipp Forchheimer, Hydraulik, Teubner Verlag, 1930 (réimpr. 2010, Nabu Press) (ISBN 1-143-26636-6)
- (de) Philipp Forchheimer, Josef Strzygowky, Die Byzantinischen Wasserbehalter Von Konstantinopel (1893), Kessinger Publishing, 2010  (ISBN 1167594991)
- (de) Philipp Forchheimer, Englische Tunnelbauten, Salzwasser-Verlag GmbH, 2011  (ISBN 3864442028)